# عبد الرحمن الحمدان (سباح)
عبد الرحمن حسن الحمدان (1997 - 11 فبراير 2021) سباح سعودي من ذوي الاحتياجات الخاصة، حقق ذهبيتين في بطولة الأولمبياد الدولي السابع لذوي الاحتياجات الخاصة بمقاطعة شنغهاي الصينية 2007م، حيث حقق ذهبية سباق 25م صدر بزمن (01.12.69)، وذهبية سباق 50م حرة بزمن (02.47.76). لـقب بألقاب عدة منها: البطل القادم من جزيرة العرب وقرش الصحراء والمعجزة السعودية وقاهر المياه.

## وفاته
توفي يوم الخميس 11 فبراير 2021 عن عمر ناهز 23 عامـا، إثر معاناته مع مرض تشقق العمود الفقري «صلب مشقوق» بالإضافة لصعوبات التعلم. ونعاه وزير الرياضة الأمير عبد العزيز بن تركي في تغريدة له عبر تويتر جاء فيها «خالص العزاء وصادق المواساة لأسرة بطلنا في السباحة للأولمبياد الخاص، عبدالرحمن حسن الحمدان، رحمه الله، أسأل الله أن يتغمده بواسع مغفرته، وأن يُلهم أهله وذويه الصبر والسلوان، إنا لله وإنا إليه راجعون». كما نعاه رئيس الهيئة العامة للترفيه، تركي آل الشيخ قائلا «صادق العزاء والمواساة في وفاة بطل العالم في السباحة لذوي الإعاقة، ابني عبدالرحمن حسن الحمدان، الذي توفي اليوم» وأضاف: «العزاء موصول لكل ذوي الفقيد رحمه الله.. نسأل الله العلي القدير أن يتغمده بواسع رحمته، وأن يسكنه فسيح جناته، وأن يلهم ذويه الصبر والسلوان. إنا لله وإنا إليه راجعون».